# Martin Chambers
Martin James Chambers (Glasgow, 8 de junio de 1964-Troon, 9 de abril de 2024) fue un sacerdote y misionero católico escocés; obispo electo de Dunkeld en 2024, pero no asumió el cargo.

## Biografía
Nació el 8 de junio de 1964, en la ciudad escocesa de Glasgow; siendo bautizado en St Paul's, en Shettleston.
Realizó su formación primaria en St Mary's Primary y a Irvine Guardian Angels Primary, en Bury; y la secundaria en St. Vincent's College, en Langbank y en St Mary's College, en Blairs.
En 1981 ingresó en la Royal Scots College, para realizar los estudios eclesiásticos en Valladolid (1982-1988) y en la Universidad Pontificia de Salamanca (1988-1989), donde obtuvo el bachillerato en Teología.

### Sacerdocio
Fue ordenado diácono el 26 de marzo de 1988, en la Iglesia del Royal Scots College, a manos del arzobispo Thomas Winning. Su ordenación sacerdotal fue el 25 de agosto de 1989, en Parish of St. Mary de Irvine, por el obispo Maurice Taylor; se incardinó en la diócesis de Galloway.
Como sacerdote desempeñó distintos ministerios y fue: vicario parroquial de St. John’s, en Stevenston (1989-1993), y párroco de St. Thomas the Apostle, en Muirkirk (1993-1996). También fue subdirector diocesano de Pastoral vocacional (1993-1995), además, de consultor diocesano para la Educación católica (1993-2000).
Ejerció como párroco de St. Bride, en West Kilbride (1996-1997), y luego, de St. John’s, en Stevenston (1997-2004).
Fue misionero de la Society of St. James the Apostle, en Guayaquil (Ecuador; 2004-2009), donde fue: párroco de Preciosísima Sangre de Nuestro Señor Jesucristo, y benefactor de la Red Educativa Arquidiocesana (REA).
En 2006, estableció el 'Martin Chamber Ecuador Trust', para ayudar a las personas en condiciones de pobreza en Ecuador.
A su regreso, fue párroco de St. Matthew, en Kilmarnock (2009-2024), administrador parroquial de St. Paul, en Hurlford, y de St. Sophia, en Galston (2013-2015), y párroco de Our lady of Mount Carmel, en Kilmarnock (2015-2024). Fungió como director diocesano de Pastoral vocacional y para la formación de diáconos permanentes (2018-2024).
Obispo de Dunkeld
El 2 de febrero de 2024, el papa Francisco lo nombró obispo de Dunkeld. Se informó que iba a ser consagrado el 27 de abril de 2024, en la Catedral de Dundee, pero falleció el 9 de abril de 2024 mientras dormía, en la localidad escocesa de Troon; sin recibir su consagración episcopal.